# Марокко и Европейский союз
Марокко и Европейский союз — двусторонние дипломатические отношения между Марокко и Европейским союзом (ЕС).
Марокко имеет сухопутную границу с членом Европейского союза (ЕС) — Испанией в эксклавах Сеута и Мелилья. Также имеет морскую границу с Испанией через Гибралтарский пролив и граничит с исключительной экономической зоной с Португалией в Атлантическом океане. Отношения укреплены посредством Европейской политики соседства (ЕПС) и Союза для Средиземноморья. Среди стран ЕПС Марокко получило продвинутый статус, открывающий высокий уровень политического сотрудничества.
В 2000 году Марокко и ЕС подписали Соглашение об ассоциации. Другие соглашения включают в себя: Соглашение о партнёрстве в области рыболовства между ЕС и Марокко 2006 года и Соглашение об открытом небе 2006 года.

## Правовые связи между Марокко и Европейским союзом
Дипломатические отношения между Марокко и Европейским союзом восходят к 1960 году, когда было заключено торговое соглашение с Европейскими сообществами. В 1976 году было подписано первое соглашение о сотрудничестве. На Барселонской конференции 1995 года был учрежден Союз для Средиземноморья, устанавливающий политику с амбициозными и долгосрочными целями в областях политического и безопасного партнёрства, экономического и финансового сотрудничества в социальных, культурных и гуманитарных вопросах.
Начало правления короля Марокко Мухаммеда VI в июле 1999 года ознаменовало собой важный сдвиг в сторону большего сотрудничества, взаимопонимания и партнёрства. В целях развития Евро-Средиземноморского сотрудничества ЕС и Марокко заключили Соглашение об ассоциации. Этот документ от 1 марта 2000 года является правовой основой отношений между Марокко и ЕС.
С введением Европейской политики соседства и Союза для Средиземноморья Марокко и ЕС разработали и приняли План действий ЕПС в июле 2005 года, определяющий следующие шаги сотрудничества. В рамках Плана действий соседства Марокко предприняло серьёзные усилия по приведению внутренней правовой базы в соответствие с законодательством и стандартами ЕС. Марокко планирует постепенно реализовывать возможности, предлагаемые ЕПС, и в частности, продвигаться за пределы существующих отношений в направлении значительной степени интеграции, разрешает Марокко участвовать в едином рынке и постепенно принимать участие в программах ЕС. Это начинание потребует больших усилий со стороны Марокко для создания необходимых законодательных и институциональных условий. Стремление отражено в продвинутом статусе Марокко в ЕС, который является больше, чем ассоциация, но меньше, чем присоединение.
С продвинутым статусом, предоставленным ЕС для Марокко 13 октября 2008 года, партнёрство достигло высокого уровня политического сотрудничества. Первый саммит ЕС-Марокко состоялся 7 марта 2010 года.

### Двусторонние соглашения
Соглашения о партнёрстве в рыболовстве между ЕС и Марокко периодически подписываются с 1980-х годов, позволяя европейским судам (особенно испанским и португальским) ловить рыбу в марокканских водах в обмен на денежные средства. С 2000 года Марокко и ЕС подписали множество двусторонних соглашений. Различные соглашения о свободной торговле, которые Марокко ратифицировало со своими основными экономическими партнёрами, например соглашение о Европейско-средиземноморской зоне свободной торговли. Недавно обе стороны объявили о планах расширить Соглашение о свободной торговле, чтобы оно охватывало не только товары, но также сельское хозяйство и услуги, что дало бы Марокко почти такую же сделку с ЕС, какую государства-члены имеют друг с другом. Эти соглашения являются частями Евро-средиземноморской зоны свободной торговли, подписанной в Барселоне (Испания) в 1995 году. Марокко и ЕС также подписали соглашение об открытом небе, которое вступило в силу в 2006 году и стало первым соглашением ЕС за пределами государств-членов.
В 2017 году верховный представитель Союза по иностранным делам и политике безопасности Федерика Могерини вызвала споры и дипломатическую путаницу своим заявлением о том, что торговые соглашения между Марокко и ЕС не будут затронуты постановлением Европейского суда 2016 года о сфере торговли с Марокко. В постановлении указывалось, что двусторонние торговые соглашения, такие как Соглашение о партнерстве в области рыболовства между ЕС и Марокко, охватывают только сельскохозяйственную и рыбную продукцию, произведенную в пределах международно признанных границ Марокко, тем самым явно исключая любую продукцию, произведенную в Западной Сахаре или её территориальных водах. Мировое сообщество, включая ЕС, единогласно отвергает территориальные претензии Марокко на Западную Сахару.

### Заявка на членство
В 1987 году Марокко подало заявку на вступление в Европейское экономическое сообщество (ЕЭС). Заявка была отклонена на том основании, что Марокко не является европейской страной и, следовательно, не может присоединиться. Географический критерий членства был частью договоров ЕС и его предшественников со времен Римского договора (статья 237 Договора об учреждении Европейского экономического сообщества) и позднее был также включен в Копенгагенские критерии. Отклонение заявки было ожидаемым, поскольку король Марокко предварительно интересовался этой темой два года назад и получил такой же ответ от ЕЭС.

### Права человека
19 января 2023 года Европейский парламент впервые за 25 лет осудил Марокко, призвав страну уважать свободу СМИ и освободить всех политических заключенных и журналистов, в частности, Омара Ради. 23 января 2023 года парламент Марокко проголосовал за пересмотр связей с Европейским парламентом, назвав их действия неприемлемым давлением на суверенитет, достоинство и независимость судебных институтов в королевстве.

## Экономическое сотрудничество
Марокко возглавляло список партнеров, которые получили финансовую поддержку Европейского союза в рамках помощи соседям, а именно около 205 млн евро в 2009 году (654 млн евро в 2007—2010 годах). Чтобы помочь Марокко на новом законодательном этапе двусторонних отношений, ЕС увеличивало помощь на период 2011—2013 годов.
В декабре 2009 года ЕС предоставил Марокко пожертвование в размере 771 млн марокканских дирхамов (100 млн долларов США) для поощрения инвестиций и экспорта, а также для финансирования проекта трамвайной линии Рабат-Сале.

### Финансовые протоколы (1977—1996)
В соответствии с четырьмя финансовыми протоколами Соглашения о сотрудничестве 1976 года, подписанного между Европейским сообществом (предшественником ЕС) и Марокко, в эту страну поступило около 1 млрд евро из ЕЭС.

### Программа MEDA
Программа MEDA (принятая в июле 1996 года) является основным финансовым инструментом ЕС для реализации Евро-средиземноморского партнерства. Бюджетные ресурсы, выделенные в рамках MEDA, составили 3,4 млрд евро на 1995—1999 годы и 5,4 млрд евро на 2000—2006 годы, а Марокко стало основным бенефициаром этой программы, с обязательствами на общую сумму 1,472 млн евро на 1995—2006 годы, из которых 660 млн евро в рамках MEDA I (1995—1999) и 812 млн евро в рамках MEDA II (2000—2006).
Сотрудничество MEDA коснулось всех социально-экономических сфер в Марокко. Было проведено несколько программ структурной перестройки в таких важных секторах, как: финансы, налогообложение, водоснабжение, транспорт, здравоохранение, образование, государственная служба, а также программы обмена в таких сферах, как: таможня, окружающая среда, молодежь, транспорт и правосудие. Инвестиционные программы были реализованы для поддержки развития предприятий, профессиональной подготовки в сфере туризма, текстиля и информационно-коммуникационных технологий, развития национального дорожного транспорта, такого как средиземноморская «рокада» и сельская сеть, комплексного развития сельской инфраструктуры, программ водоснабжения и санитарии в сельских районах (PAGER), мер по борьбе с нездоровой средой обитания для избавления от трущоб и улучшения доступа к социальным объектам. Средства MEDA также были направлены на содействие лучшему управлению миграционными потоками. Финансовое сотрудничество также касалось защиты окружающей среды и поощрения прав человека и основных свобод.
В период с 1996 по 2006 год Марокко получило финансирование на общую сумму около 15 миллионов евро по бюджетным линиям ЕС, в частности, по демократии MEDA, окружающей среде, LIFE, ECIP, борьбе со СПИДом, совместному финансированию НПО и борьбе с наркотиками, а также 10 миллионов евро по бюджетным линиям 5-й и 6-й рамочных программ исследований, технологий и развития, в которых приняли участие более 160 марокканских компаний.

## Политическое сотрудничество
В 2006 году европейский комиссар по внешним связям и Европейской политике соседства Бенита Ферреро-Вальднер заявила, что у ЕС уже очень тесные отношения с Марокко, и они изучают возможность предоставления им ещё более продвинутого статуса.
В 2008 году Марокко стало первой страной в регионе, получившей продвинутый статус, и первой среди стран Европейской политики соседства. Соглашение представляет собой «дорожную карту», которая расширяет сферу двусторонних отношений ЕС-Марокко, устанавливая новые цели в трёх основных областях: более тесные политические отношения с проведением периодических саммитов ЕС-Марокко и созданием механизмов консультаций на уровне министров, создание единого рынка на основе постепенного принятия условий ЕС и секторального сотрудничества.
Первый саммит ЕС-Марокко состоялся 7 марта 2010 года и стал первым в своём роде между ЕС и арабской или африканской страной. Аббас Эль-Фасси, Херман Ван Ромпёй и Жозе Мануэл Баррозу представили прессе результаты саммита, высоко оценив событие, которое возвещало новую эру в привилегированном и стратегическом партнёрстве. Гранадский саммит между Европейским союзом и Марокко завершился позитивной оценкой развития их отношений и обязательством развивать их политический, экономический и социальный аспект, а также начать процесс обсуждения их будущего сотрудничества. Совместно принятая декларация устанавливает конкретные меры по консолидации достижений и оперативную повестку дня на будущее в рамках продвинутого статуса, который определяет отношения между Марокко и ЕС. На саммите также обсуждались состояние отношений ЕС и Марокко и их будущее развитие, а также другие темы, представляющие общий интерес, такие как: правовой статус Западной Сахары, ситуация в Магрибе, Сахеле и Союзе для Средиземноморья.
Европейский комиссар по вопросам расширения и европейской политики соседства Штефан Фюле посетил Марокко в январе 2012 года и завил, что очень доволен ходом реформ, и эта страна движется в правильном направлении, но некоторые улучшения все ещё необходимы, и в настоящее время Марокко работает над этим.

### Проблемы
Нелегальная иммиграция и терроризм стали ключевыми вопросами в повестке дня, сменив торговлю (сельское хозяйство и рыболовство) и незаконный оборот наркотиков. Начиная с 2000 года власти Марокко и ЕС стремились к более тесному сотрудничеству в области обмена разведданными и в области пограничного контроля. Права человека также были вопросом, который десятилетиями портил отношения Марокко и ЕС. Теперь многие европейские чиновники хвалят усилия Марокко в области прав человека.
Ещё один острый вопрос касается территориальных споров. В июле 2002 года произошла стычка между Испанией и Марокко во время кризиса в Перехиле. Хотя напряжённость снизилась с приходом к власти Испанской социалистической рабочей партии, два испанских эксклава Сеута и Мелилья по-прежнему являются конфликтной темой между этими странами. В октябре 2006 года между Марокко и Испанией возник дипломатический спор, когда Марокко отказало во въезде из Сеуты испанскому гуманитарному кортежу, состоящему из 150 патрульных машин для борьбы с нелегальной иммиграцией. Позднее им было разрешено доставить товары на расстоянии в 50 км от побережья Танжера.
Конфликт в Западной Сахаре всегда был на повестке дня. Марокко давно добивается официального европейского признания своих заявленных прав на спорную территорию.
17 мая 2021 года между Марокко и Испанией произошел инцидент, в ходе которого произошло массовое пересечение людьми границы между обеими странами в направлении Сеуты и Мелильи. Инцидент возник из-за ухудшения дипломатических отношений между Марокко и Испанией после того, как главный представитель Сахарской Арабской Демократической Республики и «Полисарио» был переведён в испанскую больницу в Риохе в апреле 2021 года. 24 июня 2022 года произошёл инцидент в Мелилье, в результате которого погибли 23 мигранта после попытки нелегальной миграции в Испанию.